# Elecciones generales de India de 1951-1952
Las elecciones generales indias de 1951-1952, celebradas del 25 de octubre de 1951 al 21 de febrero de 1952, fueron las primeras elecciones a la Lok Sabha desde que India se independizó en agosto de 1947. Se llevó a cabo de conformidad con las disposiciones de la Constitución de la India, que fue adoptada el 26 de noviembre de 1949. Las elecciones para la mayoría de las legislaturas estatales se llevaron a cabo simultáneamente.
1949 candidatos compitieron por 489 escaños en la Lok Sabha. Más de 173 millones de personas de una población total de aproximadamente 360 millones eran elegibles para votar, lo que la convierte en la elección más grande realizada en ese momento. La participación de votantes fue del 45,7%.
El Congreso Nacional Indio (INC) obtuvo una victoria aplastante, obteniendo 364 de los 489 escaños y el 45% del total de votos encuestados. Esto fue más de cuatro veces más votos que el segundo partido más grande. Jawaharlal Nehru se convirtió en el primer Primer Ministro del país elegido democráticamente.

## Partidos políticos
Un total de 53 partidos y 533 independientes disputaron los 489 escaños en las elecciones. Dos ex colegas del gabinete de Nehru establecieron partidos políticos separados para desafiar la supremacía del INC. Mientras Syama Prasad Mukherjee fundó Jana Sangh en octubre de 1951, el primer ministro de derecha B. R. Ambedkar revivió la Federación de Castas Programadas (que más tarde se denominó Partido Republicano).
Otros partidos que empezaron a llegar a la vanguardia fueron el Kisan Mazdoor Praja Parishad, cuyo motor principal fue Acharya Kripalani; el Partido Socialista, que contaba con la dirección de Ram Manohar Lohia y Jayaprakash Narayan para jactarse; y el Partido Comunista de la India. Sin embargo, estos partidos más pequeños no pudieron presentar una posición electoral contra el Congreso Nacional Indio.

## Resultados
| Partido                                    | Siglas                | Votos       | %     | Escaños |
| ------------------------------------------ | --------------------- | ----------- | ----- | ------- |
| Akhil Bharatiya Hindu Mahasabha            | ABHM                  |             | 0.95  | 3       |
| Akhil Bharatiya Ram Rajya Parishad         | RRP                   |             | 1.97  | 3       |
| Bharatiya Jana Sangh                       | BJS                   | 3,246,288   | 3.06  | 3       |
| Partido Comunista de la India              | CPI                   | 3,484,401   | 3.29  | 16      |
| Bloque de Avance de la India               | FB(M)                 |             | 0.91  | 1       |
| Congreso Nacional Indio                    | INC                   | 47,665,875  | 44.99 | 364     |
| Krishikar Lok Party                        | KLP                   |             | 1.41  | 1       |
| Kisan Mazdoor Praja Party                  | KMPP                  | 6,156,558   | 5.79  | 9       |
| Partido Revolucionario Socialista          | RSP                   |             | 0.44  | 3       |
| Federación de Castas                       | SCF                   |             | 2.38  | 2       |
| Partido Socialista                         | SP                    | 11,266,779  | 10.59 | 12      |
| Chota Nagpur Santhal Parganas Janata Party | CNSPJP                |             | 0.22  | 1       |
| Commonweal Party                           | CWP                   |             | 0.31  | 3       |
| Ganatantra Parishad                        | GP                    |             | 0.91  | 6       |
| Jharkhand Party                            | JKP                   |             | 0.71  | 3       |
| Lok Sevak Sangh                            | LSS                   |             | 0.29  | 2       |
| Liga Musulmana de la Unión India           | IUML                  |             | 0.08  | 1       |
| Campesinos y Trabajadores de India         | PWPI                  |             | 0.94  | 2       |
| Frente Democrático del Pueblo              | PDF                   |             | 1.29  | 7       |
| Partido Akali                              | SAD                   |             | 0.99  | 4       |
| Tamil Nadu Toilers Party                   | TNTP                  |             | 0.84  | 4       |
| Travancore Tamil Nadu Congress Party       | TTNC                  |             | 0.11  | 1       |
| Independientes                             | Independientes        | 16,817,910  | 15.9  | 37      |
| Angloindios nominados                      | Angloindios nominados | –           | –     | 2       |
| Total                                      | Total                 | 105,944,495 | 100   | 489     |

## Formación de gobierno
El orador del primer Lok Sabha fue Ganesh Vasudev Mavalankar. El primer Lok Sabha también fue testigo de 677 sesiones (3.784 horas), el recuento más alto registrado del número de horas sentadas. La Lok Sabha duró su mandato completo desde el 17 de abril de 1952 hasta el 4 de abril de 1957.